# Illschwang
Illschwang é um município da Alemanha, no distrito de Amberg-Sulzbach, na região administrativa de Oberpfalz, estado de Baviera.
A cidade de Illschwang é membro e sede do Verwaltungsgemeinschaft de Illschwang.